# Lorgues
Lorgues település Franciaországban, Var megyében. Lakosainak száma 9803 fő (2022. január 1.). Lorgues Flayosc, Le Cannet-des-Maures, Draguignan, Taradeau, Le Thoronet, Vidauban és Saint-Antonin-du-Var községekkel határos.

## Népesség
A település népességének változása:
| Lakosok száma | 9193 | 9042 | 9256 | 8990 | 9001 | 9054 | 9280 | 9542 | 9803 |
|               | 2013 | 2015 | 2016 | 2017 | 2018 | 2019 | 2020 | 2021 | 2022 |